# Gian lận bầu cử
Gian lận bầu cử, đôi khi được gọi là thao túng bầu cử hoặc gian lận phiếu bầu, là can thiệp bất hợp pháp vào quá trình bầu cử, bằng cách làm tăng tỷ lệ phiếu bầu của ứng cử viên được ưa thích, làm giảm tỷ lệ phiếu bầu của các ứng cử viên đối thủ hoặc cả hai. Định nghĩa chính xác thế nào là gian lận bầu cử có sự khác nhau giữa các quốc gia.
Nhiều loại gian lận bầu cử bị coi là bất hợp pháp trong bầu cử, nhưng những loại khác vi phạm luật chung, chẳng hạn như cấm hành hung, quấy rối hoặc bôi nhọ. Mặc dù về mặt kỹ thuật thuật ngữ "gian lận bầu cử" chỉ bao gồm những hành vi bất hợp pháp, thuật ngữ này đôi khi được sử dụng để mô tả các hành vi hợp pháp, nhưng được coi là không thể chấp nhận về mặt đạo đức, làm sai tinh thần của một cuộc bầu cử hoặc vi phạm các nguyên tắc dân chủ. Hiển thị các cuộc bầu cử, chỉ có một ứng cử viên, đôi khi được phân loại là gian lận bầu cử, mặc dù chúng có thể tuân thủ luật pháp và được trình bày nhiều hơn dưới dạng trưng cầu dân ý.
Trong các cuộc bầu cử quốc gia, gian lận bầu cử thành công có thể có tác động của một cuộc đảo chính hoặc tham nhũng của nền dân chủ. Trong một bầu cử hẹp, một lượng nhỏ gian lận có thể đủ để thay đổi kết quả. Ngay cả khi kết quả không bị ảnh hưởng, việc tiết lộ gian lận có thể gây ra hậu quả tai hại, nếu không bị trừng phạt, vì nó có thể làm giảm niềm tin của cử tri đối với nền dân chủ.